# جف بیل
جف بیل (انگلیسی: Jeff Beal؛ زادهٔ ۲۰ ژوئن ۱۹۶۳) آهنگساز اهل ایالات متحده آمریکا است.
از فیلم‌ها یا مجموعه‌های تلویزیونی که وی در آن‌ها نقش داشته‌است، می‌توان به پولاک و آپالوسا اشاره نمود.

## منتخب آهنگسازی فیلم و تلویزیون
- شوک و ترس
- یک عاقبت ناخوشایند
- آپالوسا
- پولاک
- خانه پوشالی
- مصاحبه‌های پوتین
- مانک
- بتی بی‌ریخته
- رم